# Distrito de Pacaipampa
El distrito de Pacaipampa es uno de los diez que conforman la provincia de Ayabaca ubicada en el departamento de Piura en el norte del Perú.  Limita por el norte con el distrito de Ayabaca; por el este con la República del Ecuador; por el sur con la provincia de Huancabamba y la provincia de Morropón; y por el oeste con los distritos de Frías y Lagunas.
Desde el punto de vista de la jerarquía de la Iglesia católica, forma parte de la Diócesis de Chulucanas.

## Historia
El distrito fue creado  mediante Ley sin número del 2 de enero de 1857, en el gobierno del Presidente Ramón Castilla. 

## Geografía
Tiene una extensión de 981,5 km² y una población estimada superior a los 24 000 habitantes.

## División administrativa

### Centros poblados
- Urbanos
  - Pacaipampa, con 1 180 hab.
- Rurales
  - Altamisa, con 132 hab.
  - Bellavista de Cachiaco, con 255 hab.
  - Camino Real, con 266 hab.
  - Cerro Pintado, con 284 hab.
  - Changra, con 397 hab.
  - Chulucanitas, con 306 hab.
  - Cumbicos Alto, con 406 hab.
  - Cumbicus Bajo, con 294 hab.
  - Curilcas, con 354 hab.
  - Curirca, con 37 hab.
  - El Algarrobo, con 194 hab.
  - El Carmen de Curilcas, con 242 hab.
  - El Huabo, con 121 hab.
  - El Palmo, con 278 hab.
  - El Sauce, con 198 hab.
  - El Yambur, con 151 hab.
  - Huaracas de Matalacas, con 168 hab.
  - Lagunas de San Pablo, con 210 hab.
  - La Cofradía, con 128 hab.
  - La Cría San Pablo, con 245 hab.
  - La Laguna, con 165 hab.
  - La Palma, con 43 hab.
  - La Ramada de Malache, con 471 hab.
  - Las Lomas, con 427 hab.
  - Livin de Curilcas, con 216 hab.
  - Livin de San Pablo, con 160 hab.
  - Lúcumo, con 199 hab.
  - Malache, con 427 hab.
  - Mangas de Cachiaco, con 223 hab.
  - Maray de Curilcas, con 197 hab.
  - Maray de Matalacas, con 291 hab.
  - Méjico, con 283 hab.
  - Membrillo, con 231 hab.
  - Miraflores, con 244 hab.
  - More, con 82 hab.
  - Nangay de Matalacas, con 325 hab.
  - Nangay Pampa, con 184 hab.
  - Naranjo de Vilcas, con 181 hab.
  - Nota, con 216 hab.
  - Nueva Alianza, con 253 hab.
  - Nueva Esperanza, con 319 hab.
  - Nuevo Florecer, con 155 hab.
  - Nuevo Porvenir, con 248 hab.
  - Palo Blanco, con 368 hab.
  - Palo Blanco de Matalacas, con 160 hab.
  - Papelillo, con 345 hab.
  - Pata de Cachiaco, con 181 hab.
  - Peña Blanca, con 255 hab.
  - Pedregal de Matalacas, con 224 hab.
  - Portachuelo de Matalacas, con 237 hab.
  - Pueblo Nuevo de Matalacas, con 315 hab.
  - Pumurco, con 167 hab.
  - Pur Pur, con 195 hab.
  - Ramadas Vilcas, con 205 hab.
  - Ramón Castilla, con 259 hab.
  - San Andrés del Faique, con 214 hab.
  - San Francisco, con 274 hab.
  - San José de Matalacas, con 278 hab.
  - San Juan de Cachiaco, con 286 hab.
  - San Lázaro, con 323 hab.
  - San Luis, con 265 hab.
  - San Miguel de San Pablo, con 195 hab.
  - Santa Cruz, con 133 hab.
  - Santa María, con 335 hab.
  - Santa Rosa, con 403 hab.
  - Tauma, con 252 hab.
  - Tazajeras, con 207 hab.
  - Tierra Colorada, con 68 hab.
  - Tingos, con 134 hab.
  - Tojas, con 220 hab.
  - Totora, con 241 hab.
  - Tucaque, con 197 hab.
  - Tulmancito, con 185 hab.
  - Tulmán de Matalacas, con 214 hab.
  - Unión de la Cruz, con 195 hab.
  - Yumbe, con 199 hab.

## Autoridades

### Municipales
- 2023 - 2026[2]
  - Alcalde: JUAN MANUAL GARCIA CARHUAPOMA
  - Regidores:

Alcaldes anteriores
- 2015-2018:[3] [Juan García Carhuapoma], del Movimiento Agro Si (AS).
- 2011-2014:[4] Juan Manuel García Carhuapoma, del Movimiento Independiente Fuerza Regional (FR).

### Policiales
- Comisario: SOS PNP ROJAS ESQUIVEL LEONARDO

## Festividades
- enero:año nuevo.
- febrero: carnavales.
- abril: Semana Santa.
- junio: sagrado corazón de Jesús
- Octubre: Señor Cautivo de Ayabaca.
- agosto:  virgen de la asunción
- noviembre:  aniversario
- diciembre:  virgen de la asunción